# Episodi di The Dresden Files
La prima e unica stagione di The Dresden Files è andata in onda negli Stati Uniti su Syfy dal 21 gennaio al 15 aprile 2007. 
In Italia la serie è andata in onda su Fox dal 12 aprile al 17 maggio 2008.
| nº | Titolo originale    | Titolo italiano     | Prima TV USA     | Prima TV Italia |
| -- | ------------------- | ------------------- | ---------------- | --------------- |
| 1  | Birds of a Feather  | Due gocce d'acqua   | 21 gennaio 2007  | 12 aprile 2008  |
| 2  | The Boone Identity  | Il Dio dei morti    | 28 gennaio 2007  | 12 aprile 2008  |
| 3  | Hair of the Dog     | Licantropia         | 11 febbraio 2007 | 19 aprile 2008  |
| 4  | Rules of Engagement | Regole d'ingaggio   | 18 febbraio 2007 | 19 aprile 2008  |
| 5  | Bad Blood           | Il Terzo Occhio     | 25 febbraio 2007 | 26 aprile 2008  |
| 6  | Soul Beneficiary    | La condanna di Bob  | 4 marzo 2007     | 26 aprile 2008  |
| 7  | Walls               | L'uomo di cera      | 11 marzo 2007    | 3 maggio 2008   |
| 8  | Storm Front         | Demoni nella bufera | 18 marzo 2007    | 3 maggio 2008   |
| 9  | The Other Dick      | L'aldilà            | 25 marzo 2007    | 10 maggio 2008  |
| 10 | What About Bob?     | Un caso riaperto    | 1º aprile 2007   | 10 maggio 2008  |
| 11 | Things That Go Bump | L'Incantesimo       | 29 marzo 2007    | 17 maggio 2008  |
| 12 | Second City         | La seconda chance   | 15 aprile 2007   | 17 maggio 2008  |